# Campodea
Campodea es un género de artrópodos hexápodos del orden de dipluros. La especie mejor estudiada, Campodea staphylinus, posee una amplia distribución que incluye a buena parte de Europa. Se trata de animales que poseen un hábitat variado; viven en hendiduras, bajo piedras y en árboles caídos: en zonas con una humedad relativa alta, por tanto. La península ibérica es un punto caliente de diversidad el género, con 22 especies del subgénero Campodea s. str.. Se conocen más de 150 especies en el mundo.

## Descripción
El tamaño de los individuos pertenecientes al género Campodea oscila entre 1 mm y casi 10 mm, siendo la mayoría de menos de 5 mm. Sus representantes tienen los apéndices abdominales suaves y generalmente cubiertos por muchas setas. Las antenas tienen tricobotrios (setas largas que salen de tubérculos) en algunos de sus segmentos. Los segmentos abdominales octavo, noveno y décimo son similares a los precedentes. El primer segmento abdominal presenta un par de apéndices lobulados.
Los campodeidos generalmente son encontrados en suelos porosos. Son muy móviles, llegando a alcanzar grandes velocidades. Un individuo puede llegar a vivir hasta 2 o 3 años; además, suelen mudar varias veces al año.

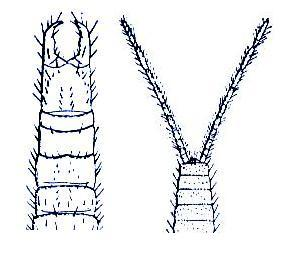
cercos abdominales de dos dipluros: a la izquierda, Japyx solifugus Hal., un Dicellurata; a la derecha, un campodeido, Campodea redii.

## Especies
Se reconocen las siguientes:
- Campodea alluvialis
- Campodea apennina
- Campodea apula
- Campodea aristotelis
- Campodea arrabidae
- Campodea augens
- Campodea aurunca
- Campodea barnardi
- Campodea basiliensis
- Campodea blancae
- Campodea blandinae
- Campodea boneti
- Campodea californiensis
- Campodea campestre
- Campodea catalana
- Campodea centralis
- Campodea chardardi
- Campodea chionea
- Campodea codinai
- Campodea coniphora
- Campodea consobrina
- Campodea corsica
- Campodea cossetana
- Campodea cyrnea
- Campodea delamarei
- Campodea denisi
- Campodea devoniensis
- Campodea egena
- Campodea emeryi
- Campodea epirotica
- Campodea escalerai
- Campodea essigi
- Campodea fragilis
- Campodea franzi
- Campodea frascajensis
- Campodea frenata
- Campodea gardneri
- Campodea gestroi
- Campodea giardi
- Campodea goursati
- Campodea grallesiensis
- Campodea grassii
- Campodea hannahae
- Campodea hauseri
- Campodea ilixonis
- Campodea insidiator
- Campodea insulana
- Campodea jolyi
- Campodea kelloggi
- Campodea kervillei
- Campodea lamimani
- Campodea lankesteri
- Campodea leclerci
- Campodea linsleyi
- Campodea lubbocki
- Campodea ludoviciana
- Campodea lusitana
- Campodea machadoi
- Campodea maestrazgoensis
- Campodea magna
- Campodea majorica
- Campodea malpighii
- Campodea meinerti
- Campodea melici
- Campodea merceti
- Campodea minor
- Campodea mointanensis
- Campodea monspessulana
- Campodea montana
- Campodea monticola
- Campodea montis
- Campodea morgani
- Campodea navasi
- Campodea neuherzi
- Campodea neusae
- Campodea oredonensis
- Campodea oregonensis
- Campodea pachychaeta
- Campodea pagesi
- Campodea patrizii
- Campodea pempturochaeta
- Campodea pieltaini
- Campodea plusiochaeta
- Campodea portacoeliensis
- Campodea posterior
- Campodea pretneri
- Campodea procera
- Campodea propinqua
- Campodea pseudofragilis
- Campodea pusilla
- Campodea quilisi
- Campodea redii
- Campodea remyi
- Campodea rhopalota
- Campodea ribauti
- Campodea rocasolanoi
- Campodea rossi
- Campodea ruseki
- Campodea sardiniensis
- Campodea scopigera
- Campodea sensillifera
- Campodea silvestrii
- Campodea silvicola
- Campodea simulans
- Campodea simulatrix
- Campodea spelaea
- Campodea sprovierii
- Campodea staphylinus
- Campodea subdives
- Campodea suensoni
- Campodea taunica
- Campodea taurica
- Campodea teresiae
- Campodea tuxeni
- Campodea usingeri
- Campodea utavensis
- Campodea vihorlatensis
- Campodea wallacei
- Campodea westwoodi
- Campodea wygodzinskii
- Campodea zuluetai